# Mezőkaszony
Mezőkaszony (ukránul Косонь [Koszony, Koson'], 1995 előtt Косино / Косонь [Koszinó / Koson'], oroszul Косино [Koszino / Kosino]) falu Ukrajnában, Kárpátalján, a Beregszászi járásban. 2006 óta határátkelőhely a szomszédos magyarországi Barabás község felé.

## Nevének eredete
Neve egyes vélemények szerint a szláv Kosinj személynévből, mások szerint védőszentjéről, Szent Katalinról (Kata asszonyról) kapta a nevét, melynek előtagja a település mezővárosi jellegére utal.

## Fekvése
Beregszásztól 20 km-re északnyugatra, a Kaszonyi-hegytől északnyugatra fekszik.

## Története
1086-ban Szent László király itt győzte le a kunokat. A csata helyén kápolna, majd a 13. században templom épült. A tatárjárás után külföldről telepítették újra. 1332-ben „Kozun” néven említik először. 1496-ban már mezőváros. 1566-ban a tatárok felégették. 1600-ban már iskolája volt. 1670-ben Kiniczky Miklós itteni udvarházát említik. 1680-ban Kemény fejedelemasszony udvarházát több kisebb udvarházzal együtt említik. Híresek voltak Miklós-napi vásárai. Járásbírósági székhely volt.
A 18. század végén Vályi András így ír róla: „KASZONY. Mező Város Bereg Várm. földes Urai több Uraságok, lakosai katolikusok, és reformátusok, fekszik Barabás, és Zapszonyhoz 1/4 mértföldnyire, szántó földgyei három fordúlóra osztva mindenféle veteményt meg teremnek, jó szőllő hegye van, piatza helyben, vagy inkább Beregszászon 2, és Munkátson 4 mértföldnyire, legelője, és fája mind a’ két féle elegendő, határjában gyakorta a’ víz áradások károkat okoznak.”
Fényes Elek 1851-ben kiadott geográfiai szótárában így ír a faluról: „Kászony (Mező), (Koszinó), Beregh vm. magyar m. v. Munkácshoz dél-nyugotra 4 fmld: 127 r. kathol., 21 g. kath., 2 evang., 871 ref., 110 zsidó lak. Kath. és ref. anyaszentegyház. Három nyomásbeli határa fekete, s mindenféle gabonát gazdagon terem, szőlőhegy sok; legelője, erdeje elég. F. u. Dolinay, Rácz, Lónyay s többen. Ut. p. Beregszász.”
Gyógyfürdője a 20. század elején lett ismert. A trianoni békéig Bereg vármegye Mezőkaszonyi járásának székhelye volt. Ekkor a mesterségesen létrehozott Csehszlovákiához csatolták. 1938–44 között visszakerült Magyarországhoz.
1945-ben Szovjetunióhoz csatolták a települést. 1991 óta Ukrajnához tartozik.

## Népessége
1910-ben 2451, túlnyomórészt magyar lakosa volt.
2005-ben 2754 lakosából 2610 (90%) magyar.

## Gazdaság
Az egykoron szőlőtermesztéséről híres település hatalmas borospincékkel rendelkezik, de a szőlőültetvények az 1970-es években tönkrementek.

## Látnivalók
- Református temploma középkori eredetű, 1552-től a reformátusoké, 1642 és 1654 között felújították, majd 1766-ban, továbbá 1822 és 1828 között átalakították.
- Római katolikus temploma 18. századi.
- Sóstó-Termál gyógyfürdő.

## Híres emberek
- Itt született Kaszonyi Herczeg János (Mezőkaszony, ? – ?, ?) református lelkész.
- Itt született 1681-ben Paksi Mihály sárospataki tanár, fizikus.
- Itt született 1869. február 4-én Horthy Béla magyar festő; elhunyt 1943-ban.
- Itt született 1959. február 16-án Nagy Ferenc, francia-orosz szakos gimnáziumi nyelvtanár.
- Itt született 1975-ben Katkó Ferenc magyar színész, rendező.
- Itt hunyt el 1884-ben Utassy Károly honvédőrnagy, a honvédegylet tagja.

## A községi tanács címe
- magyarul: 90223 Beregszászi járás, Mezőkaszony, Bocskai u. 5.
- ukránul: 90223, с. Косонь, вул. Бочкай, 5
- Polgármesteri hivatal telefonszáma: +(3803141)-2-317-5